# Лајош Фараго
Лајош Фараго (мађ. Faragó Lajos; Будимпешта, 3. август 1932 — Будимпешта, 13. мај 2019) је био мађарски фудбалер, члан Олимпијске репрезентације Мађарске, играо је на позицији голмана.

## Каријера

### Клуб
Лајош Фараго је рођен у Будимпешти 3. августа 1932. године. Његов отац је једну сезону био голман Кишпешт Тереквеша, а касније и Атлетског клуба Кишпешт. Године 1945. Лајош се придружио омладинском тиму КАК-а, где је већ играо заједно са Јожефом Божиком и Ференцом Пушкашем. За сениорски тим Кишпешта први пут је заиграо 1950. године, а после тога је више од деценије стајао у голу Кишпешта, све до пензионисања 1963. године. Од 1952. године, по тадашњим фудбалским обичајима за врхунске спортисте, био је и професионални војни официр. Током каријере освојио је три титуле првака са тадашњим тимом Хонведа, који је био један од најбољих тимова тог времена. Током Светског првенства 1954. године у Берну, ФТК је учествовао на пријатељском гостовању у Софији, гол је бранио Лајош Фараго, као позајмљен играч. Поред три лигашке титуле које је освојио са тимом, освојио је Куп Централне Европе 1959. године и освојио два друга места и једно треће место са Хонведом.

### Репрезентација
Између 1954. и 1957. године наступио је 7 пута у сениорској репрезентацији, прву утакмицу је одиграо 1954. године у Глазгову, на Хемпден парку у пријатељској утакмици против Шкота, због повреде колена је пропустио Светско првенство у Шведској 1958. године. Осмоструки (рачунајући све утакмице) члан олимпијског тима (1957–60), члан тима који је освојио бронзану медаљу на Олимпијским играма 1960. године. Шестоструки омладински репрезентативац (1954–55), петнаестоструки Б-репрезентативац (1955–61), петоструки репрезентативац Будимпеште (1956–57).

### Тренер
Између 1964. и 1973. године, са прекидом од годину дана, био је тренер за старосне групе Хонведа (подмладак, омладина, други тим). У сезони 1973-74 радио је као тренер првог тима на 23 утакмице. Пет година од 1974. поново је тренирао омладински тим у Кишпешту, док је 1978. накратко преузео консултантску улогу у Сирији, а затим је у сезони 1979-1980 био тренер ЦД Мачеђе де Мапуто у Мозамбику. По повратку кући, био је главни тренер Кошут КФШЕа од 1981. до 1986. године, а затим поново тренер омладинског тима Хонведа у сезони 1986-87.

## Достигнућа
- Прва лига Мађарске у фудбалу
  - шампион: 1952, 1954, 1955
- Куп Мађарске у фудбалу (MNK)
  - финалиста: 1954/55.
- Митропа куп (КПК)
  - победник: 1959.
- Заслужни спортиста Мађарске Народне Републике(1955)[8]